# Nuevo Centro de Población Tlachichuca
Nuevo Centro de Población Tlachichuca är en ort i Mexiko.   Den ligger i kommunen Oriental och delstaten Puebla, i den sydöstra delen av landet, 160 km öster om huvudstaden Mexico City. Nuevo Centro de Población Tlachichuca ligger 2 353 meter över havet och antalet invånare är 825.
Terrängen runt Nuevo Centro de Población Tlachichuca är huvudsakligen platt, men österut är den kuperad. Terrängen runt Nuevo Centro de Población Tlachichuca sluttar västerut. Runt Nuevo Centro de Población Tlachichuca är det ganska tätbefolkat, med 65 invånare per kvadratkilometer. Närmaste större samhälle är Zacatepec, 4,2 km öster om Nuevo Centro de Población Tlachichuca. Omgivningarna runt Nuevo Centro de Población Tlachichuca är en mosaik av jordbruksmark och naturlig växtlighet.